# White Rabbit (ресторан)
White Rabbit — ресторан в Москве, открытый ресторатором Борисом Зарьковым и ставший флагманским проектом основанного им альянса White Rabbit Family. Концепция ресторана — современная русская кухня.
C 2015 года White Rabbit входит в Топ-50 лучших ресторанов мира (The World’s 50 Best Restaurants), который ежегодно составляет британский журнал Restaurant и международное жюри The World’s 50 Best Restaurants Academy.
По итогам 2020 года ресторан занимает 1113-ю строчку в мировом рейтинге.

## История
Ресторан White Rabbit был открыт Борисом Зарьковым и Александром Затуринским в 2011 году на 16-м этаже Смоленского пассажа (Смоленская площадь, дом № 3). Кухню ресторана возглавил ставший управляющим партнером известный шеф-повар Константин Ивлев, однако, ввиду серьёзных разногласий с Зарьковым, он и Затуринский покинули ресторан спустя год.
В 2012 году кухню White Rabbit возглавил шеф-повар Владимир Мухин. Под его руководством сформировалась гастрономическая концепция ресторана — современная русская кухня. В 2013 году на первом этаже White Rabbit открылся гастробар, где прошли первые в России гастрономические спектакли: «10 снов» и «Алиса в Стране Чудес», приуроченный к 150-летию со дня выхода легендарной книги Льюиса Кэрролла. В 2016 году при ресторане была открыта лаборатория WR Lab — для творческих экспериментов поваров и разработки новых меню и сетов White Rabbit.

## Кухня
Современная русская кухня основана на сезонных местных продуктах. Регулярно отправляясь в гастрономические экспедиции, Владимир Мухин привозит уникальные продукты: крымские трюфели, ялтинские рапаны, каштановый мёд, маринованный бамбук, лосиное молоко. На их основе каждый сезон создается новое дегустационное меню.

## Награды
За эксперименты с русской кухней ресторан White Rabbit неоднократно был отмечен престижными российскими ресторанными премиями, в числе которых премия журнала TimeOut, 
Resto Rate Awards, 
«Лавровый лист» 
и другие. 
В 2014 и 2015 годах путеводитель TripAdvisor присвоил ресторану звание «Победитель года». Старейший франкоязычный путеводитель Le Petit Futé также рекомендует White Rabbit своим читателям.
В 2014 году ресторан занял 471-ю строчку в списке ста лучших ресторанов мира, Топ-50 лучших ресторанов мира (The World’s 50 Best Restaurants), от британского журнала The Restaurant Magazine, 
а в 2015 году поднялся в авторитетном международном рейтинге[каком?] до 23-го места и был также отмечен как «Highest New Entry» или «Самый успешный дебют года». 
В июне 2016 ресторан занял 18-е место в Топ-50 лучших ресторанов мира, впервые в истории попав в двадцатку лучших в мире. 

В 2017 году он занимает 23-
е место мирового рейтинга и является единственным российским рестораном, который входит в The World’s 50 Best Restaurants три года подряд. 

В 2018 году White Rabbit занял 15-е место в The World’s 50 Best Restaurants.

По итогам 2019 года: 1-е место в рейтинге российских ресторанов от Forbes.ru; 13-я строчка в мировом рейтинге.
В октябре 14 числа 2021 года, получил свою первую звезду Michelin.
В 2021 году ― 4 место и в 2022 году ― 5 место национальной ресторанной премии WhereToEat Russia 2022.